# Trematocarpus
Trematocarpus,  je rod crvenih algi iz porodice Sarcodiaceae, dio reda Plocamiales. Taksonomski je priznat kao zaseban rod. Postoji devet priznatih vrsta
Tipična vrsta je Trematocarpus dichotomus čiji je tipski lokalitet obala Perua.

## Vrste
1. Trematocarpus acicularis (J.Agardh) Kylin
2. Trematocarpus affinis (J.Agardh) De Toni
3. Trematocarpus antarcticus (Hariot) Fredericq & R.L.Moe
4. Trematocarpus concinnus (R.Brown ex Turner) De Toni
5. Trematocarpus dichotomus Kützing  - tip
6. Trematocarpus flabellatus (J.Agardh) De Toni
7. Trematocarpus fragilis (C.Agardh) De Toni
8. Trematocarpus papenfussii Searles
9. Trematocarpus pygmaeus Yendo

|  | Zajednički poslužitelj ima još gradiva o temi Trematocarpus |
|  | Wikivrste imaju podatke o taksonu Trematocarpus             |